# Алексина
Алексина (рос. Алексина) — присілок в Хомутовському районі Курської області Російської Федерації.
Населення становить 7 осіб. Входить до складу муніципального утворення Романовська сільрада.

## Історія
Населений пункт розташований на території українського етнічного та культурного краю Східна Слобожанщина.
Від 2004 року входить до складу муніципального утворення Романовська сільрада.

## Населення
| 2002 | 2010 |
| ---- | ---- |
| 5    | ↗7   |